# Chris Fehn
Christopher Michael Fehn (Des Moines, 24 febbraio 1972) è un percussionista e polistrumentista statunitense, noto per essere stato componente del gruppo musicale Slipknot.

## Biografia
Prima di unirsi alla band di Des Moines ha giocato a football americano ai tempi del college. Nel marzo 2012 sua moglie lo ha reso padre di un maschio, che hanno chiamato Jaxon Atari.
Il 18 marzo 2019 è stato allontanato dagli Slipknot a seguito di alcune dispute legali, in particolare con il frontman Corey Taylor e Shawn Crahan.

## Maschera
La maschera utilizzata da Fehn richiamava il volto di Pinocchio o un demone Tengu del folklore giapponese il cui naso misura ben 19 cm e una cerniera al posto della bocca; nel gruppo era identificato con il numero 3.
Nella sua carriera ha impiegato cinque tipi di maschere (uguali a quella usata dall'ex percussionista Brandon Darner) di colori differenti. In un'intervista ha affermato: "Ho scelto questa maschera perché riflette la mia personalità comica. Quando la indosso mi sento come portato in un'altra dimensione. È scomoda e mi fa male, ma mi aiuta a dare il meglio di me!". Per la promozione del quinto album .5: The Gray Chapter ha indossato una maschera color grigio metallizzato.

## Discografia

### Con gli Slipknot
- 1999 – Slipknot
- 2001 – Iowa
- 2004 – Vol. 3: (The Subliminal Verses)
- 2005 – 9.0: Live (live)
- 2008 – All Hope Is Gone
- 2012 – Antennas to Hell (raccolta)
- 2014 – .5: The Gray Chapter
- 2017 – Day of the Gusano: Live in Mexico (live)

### Con i Will Haven
- 2011 – Voir Dire